# Farsetia heliophila
Farsetia heliophila är en korsblommig växtart som beskrevs av Aleksandr Andrejevitj Bunge och Ernest Saint-Charles Cosson. Farsetia heliophila ingår i släktet Farsetia och familjen korsblommiga växter. Inga underarter finns listade i Catalogue of Life.